# Vojtěch Němec (politik)
Vojtěch Němec (* 29. ledna 1984 Český Krumlov) je český manažer, podnikatel, youtuber a bývalý komunální politik.

## Život
Mezi lety 1998 až 2003 absolvoval Střední zdravotnickou školu v Českém Krumlově. Dále se v letech 2006 až 2009 věnoval pomaturitnímu specializačnímu programu anesteziologie, resuscitace a intenzivní péče (PSS ARIP) v Brně a mezi lety 2012 až 2014 základům managementu (program BBA) na Business institutu v Praze. Řadu let působil jako záchranář a lektor u Zdravotnické záchranné služby Jihočeského kraje. Působil jako externí lektor na Ekonomické a Pedagogické fakultě Jihočeské univerzity v Č. Budějovicích.
V roce 2019 dokončil studium specializačního programu v oblasti finančního managementu (MBA) na Oxford Business Education Institute (OBEI) v Praze, kde začal poté působit jako garant. V roce 2019 absolvoval na OBEI program DBA v oblasti mezinárodního obchodu. Věnuje se nezávislému podnikatelskému poradenství, mezi jeho hlavní specializace patří především management, HR, PR a finanční management. Současně soukromě podniká.
Od roku 2021 je členem Lazarus Union.
Od roku 2021 je předsedou a garantem ekonomického vzdělávání spolku Regionální rozvojový fond z. s.

### Politická kariéra
V roce 2014 byl za hnutí ANO 2011 zvolen do zastupitelstva města Český Krumlov. Pro kritiku poměrů v ANO z něj 1. března 2016 vystoupil a vzdal se všech funkcí v hnutí. V zastupitelstvu poté působil jako bezpartijní.
Dne 4. června 2016 se podílel na založení hnutí PRO 2016, stal se řadovým místopředsedou hnutí a poté jejím krajským předsedou. V roce 2016 kandidoval v Jihočeském kraji za hnutí PRO 2016 ve volbách do zastupitelstev krajů, hnutí ve volbách nezískalo žádný mandát.
Mandát ve volbách do zastupitelstva města Český Krumlov obhájil v roce 2018 a 2022. Na konci roku 2022 se stal jednatelem Českokrumlovského rozvojového fondu, obchodní společnosti ve stoprocentním vlastnictví města Český Krumlov. Dne 12. prosince 2022 se vzdal svého mandátu v zastupitelstvu města.
Od roku 2021 do 2023 byl asistentem poslance Poslanecké sněmovny Parlamentu České republiky Jana Kubíka.

### Ocenění
- Medaile Za zásluhy Lazarus Union (2022)[36]
- Pamětní medaile Sdružení válečných veteránů ČR – 30. výročí mise UNPROFOR (2022)
- Pamětní medaile SVV ČR a ČsOL Vimperk - II. setkání válečných veteránů 68. motostřeleckého pluku[37]
- Pamětní medaile k 30. výročí založení Jihočeské univerzity v Českých Budějovicích (2021)[38][39]